# Ercsei János
Téglási Ercsei János (Somosd, 1800 – Marosvásárhely, 1852. szeptember 22.) református bölcselettanár.

## Élete
Ercsei Elek falusi tanító és Tőkés Julianna fia volt. Tanulmányait Marosvásárhelyen kezdte, és 1830 decemberétől ösztöndíjjal a marburgi egyetemen folytatta, ahol két évet töltött, és a teológiát hallgatta, de tanult bölcseletet, mennyiségtant, vegytant, természetrajzot, természettant, csillagászatot is; a német, francia s angol nyelvben is gyakorolta magát.
1833. augusztus 25-én a főkonzisztórium a székelyudvarhelyi református kollégium teológiai tanárának választotta. Székfoglaló beszédét: A vallás és annak az emberre való befolyása, a vallásosság vagy kegyesség címmel november 2-án tartotta. 1837-ben Marosvásárhelyre választották meg tanárnak. 1836-ban censor volt Bodola Sámuellel a nagybaconi zsinaton; 1837. november 10-étől 1838. június 23-áig az elöljárósági gyűlések jegyzője; ezután a nyomdai felügyelői tisztet is viselte 1851-ig; 1841. szeptember 1-jétől 1844. június 30-áig a rectori hivatalt ruházta rá az elöljáróság.
1848. július 11-étől 1850. január 3-ig gyenge egészsége miatt tanvezetői hivataláról lemondott. Szélütése miatt 1850 szeptemberében lakásán kezdte újra előadásait. Folytonos betegeskedése miatt 1852. február 25-én az elöljáróság a bölcseleti tudományok tanítását Varga Sámuel tanársegédre bízta. Öngyilkossággal vetett véget életének.

## Munkái
- A népek atyjának testamentoma. Halotti beszéd dicsőült fejedelmünk I. Ferencz végtiszteletére Székely-Udvarhelyt 1835. ápr. 5. Kolozsvár, 1835.
- Beköszöntő beszéd, melyel a theologiai tudományokban közoktatói hivatalát a székelyudvarhelyi ev. ref. kollegiumban nov. 2. 1833-ban elkezdette. Uo. 1835.
- Gondolkodástan vagy logica. M.-Vásárhely, 1840.

Kéziratban
- A filozófiának az emberi élet vezérének kell lenni, 1834. (Beköszöntő beszéd)
- Jegyzetek akadémiai utazásáról
- Bevezetés egy könnyen felfogható fizikára
- Versírási próbagyakorlatok
- Beköszöntő, évnyitó, búcsúzó, eskető beszédei
- Értekezés: Lehet-e a vallásos igazság veszedelmes, a tévelygés pedig hasznos